# Hjærternes Kamp
Hjærternes Kamp er en dansk stum melodramafilm fra 1912 produceret af Nordisk Films Kompagni og instrueret af August Blom efter manuskript af Peter Lykke-Seest. Filmen er et trekantsdrama om to brødre, der elsker den samme kvinde, og har i hovedrollerne Ferdinand Bonn, Robert Dinesen og Else Frölich. 
Filmen havde premiere den 14. oktober 1912 i Panoptikon Teatret og blev i tysktalende lande distribueret som Sklaven der Schönheit, i engelsktalende lande som A High Stake og i fransktalende lande som La Lutte des Coeurs. 

## Handling
To højesteretsadvokater er brødre og tæt forbundne. De forelsker sig begge i danserinden Kartowska. Hun er en slange, der snor sig mellem de to brødre og ægger dem, ind til de hver især er ved at gå fra sans og samling. Storebroren tager mod til sig og frier til hende, og hun siger ja. Lillebroren er fortvivlet. Eter forlovelsen mister danserinden imidlertid interessen for storebroren og besøger i stedet lillebroren, som hun forleder til at kysse hende, i samme øjeblik som storebroren kommer ind. Brødrene har et opgør, og storebror afslutter det med, at de må spille et spil skak om, hvem af de to, der kan få hende. LStorebror vinder, og vil herefter kræve danserinden til regnskab, men det går op for ham, hvor forfejlet forholdet har været og han skynder sig tilbage til lillebroren, hvor han når tids nok frem til at hindre, at lillebroren skyder sig selv. Nu er der ikke længere nogen magt, der kan skille de to brødre ad.

## Medvirkende
- Ferdinand Bonn, som Carl Malm, højesteretsadvokat
- Robert Dinesen som Albert Malm, højesteretsadvokat
- Else Frölich som Danserinden Kartowska
- Torben Meyer
- Aage Hertel
- Aage Lorentzen
- Agnes Lorentzen